# Остров Принца Уэльского (Австралия)
О́стров При́нца Уэ́льского (англ. Prince of Wales Island, или Муралуг) — остров в группе островов Торресова пролива.

## География
Остров Принца Уэльского представляет собой крупный остров, расположенный в юго-западной части группы островов Торресова пролива, вблизи полуострова Кейп-Йорк, от которого отделён проливом Эндевор. К северу от острова расположен остров Терсди. Площадь острова составляет 204,6 км² (крупнейший среди островов Торресова пролива). Длина береговой линии — 67,9 км. Длина острова — около 20 км, ширина — 13 км. Высшая точка достигает 246 м. Остров Принца Уэльского имеет континентальное происхождение.
Поверхность острова скалистая, с редкой растительностью и бедными почвами. Постоянные источники пресной воды отсутствуют.

## История
Остров был, предположительно, открыт в 1606 году голландским путешественником Биллемом Янсзоном, который назвал его «Hooghe Eijland» («Высокий остров»). Но уже в 1770 году остров получил современное название, которое было дано ему британским путешественником Джеймсом Куком в честь короля Георга IV.

## Население
В 2001 году численность населения острова составляла около 20 человек, которые проживали в единственном поселении в северной части острова.